# Aulus Cluenci Habit el vell
Aulus Cluenci Habit el vell (llatí: Aulus Cluentius Habitus) era un romà que va néixer a Larínum, molt respectat i estimat no només al seu municipi, sinó arreu del territori.
Era descendent de noble família i gaudia d'una gran reputació moral. Es va casar amb Sàssia i va morir l'any 88 aC deixant una filla, Cluència, i un fill, Aulus Cluenci Habit el jove. El seu nom es va considerar per un temps que era Avitus i no Habitus, però posteriors estudis assenyalaren que era probablement Abitus.